# بستان‌سور
بستان‌سور یک تل نوسنگی است واقع در استان سلیمانیه، دولت اقلیم کردستان، عراق است که در کوهپایه‌های غرب زاگرس جای گرفته. این سایت در حاشیه دشت شهریزور، در ۳۰ کیلومتری جنوب شرقی سلیمانیه واقع شده. بستان‌سور در فهرست موقت میراث جهانی یونسکو پیشنهاد شده.